# Dead Kennedys
Els Dead Kennedys foren una formació de punk rock assentada a la ciutat de San Francisco, Califòrnia. Atacaven les assumpcions tant de l'esquerra com de la dreta política amb un sentit de l'humor cínic i corrosiu i amb la seva música què barrejava els elements experimentals del punk anglès amb l'energia de l'emergent punk hardcore americà. El seu vocalista, Jello Biafra, ha estat, i segueix essent responsable de treure al mercat d'altres grups punk i alternatius en la seva discogràfica independent Alternative Tentacles.
Es van formar el juny de 1978, quan el guitarrista East Bay Ray va trobar d'altres músics per formar un grup gràcies a un anunci que havia posat. Els membres originals de Dead Kennedys eren Jello Biafra com a cantant, East Bay Ray i 6025 de guitarristes, Klaus Flouride al baix i Ted (Bruce Slesinger) a la bateria. El grup es va donar a conèixer inicialment com a "The Sharks", abans de canviar-se el nom al més polèmic Dead Kennedys (“Kennedys morts” en anglès). El seu primer concert va tenir lloc el 19 de juliol de 1978, als Mahubay Gardens de San Francisco, al qual varen seguir nombroses posades en escena a clubs locals. L'octubre de 1979 van treure el seu primer single California Über Alles a Alternative Tentacles i un reeixit tour a la costa est va seguir aquest llançament. En 6025, però, va deixar el grup per diferències artístiques entre ell i en Biafra.
Abans del llançament del seu primer àlbum, Fresh fruit for rotting vegetables, els Dead Kennedys varen ser convidats a tocar un concert als premis de la música de la Bay Area davant dels peixos grossos de la indústria musical per donar a l'esdeveniment un "toc de credibilitat new wave", en paraules dels organitzadors. El dia de la cerimònia, 15 segons després de començar a tocar la cançó, Jello Biafra va dir al grup, en el seu pervers estil habitual: "Ei, atureu-vos! Hem de demostrar que ara som adults. No som un grup punk, som un grup new wave!" Els membres del grup, que duien tots una samarreta blanca amb una essa negra enorme pintada davant, es van treure una corbata de dins de la part del darrere de la samarreta i se les van cenyir per formar una mena de signe del dòlar, i van començar a tocar una cançó prèviament desconeguda: Pull my strings (Estira'm les cordes) amb la sarcàstica lletra de la qual atacaven l'ètica professional de la indústria musical: "Is my cock big enough, is my brain small enough, for you make me a star...". El grup no va ser mai més convidat a cap edició posterior d'aquesta entrega de premis.
Després del seu àlbum de debut, el bateria Ted va ser substituït per D.H. Peligro. Durant els anys 80, el grup va fer gires pels Estats Units i Europa, on es varen guanyar un gran nombre de seguidors en el món de la música underground. El 1981, els Dead Kennedys van treure el seu senzill Too drunk to fuck. Aquesta cançó va causar estralls al Regne Unit, ja que la BBC tenia por perquè en cas d'arribar a figurar entre els 30 senzills més venuts haurien d'actuar al programa musical televisiu Top of the Pops. Això, però, mai va arribar a passar, ja que la cançó només va arribar al número 31. L'EP In God we Trust, Inc. de 1981, i l'àlbum Plastic surgery disasters de 1982, mostrava un desenvolupament en el seu estil musical, i la seva música es va convertir en una veritable força política, dirigida sobretot a elements de la vida política i social dels EUA com ara la dreta religiosa o el president Ronald Reagan.
Quan el seu àlbum Frankenchrist, de 1985, va sortir finalment a la llum, la novament creada associació de control paternal de la música PMRC (Parents Music Resource Center) va portar a judici al grup per "distribuir material perjudicial per als menors", en part degut a la polèmica il·lustració que contenia el llibret, feta per H.R. Giger. Biafra va declarar que durant aquest temps agents governamentals varen irrompre a casa seva per regirar-la. Cadascun dels membres del grup es va trobar amb una condemna d'un any de presó i una multa de 2.000 dòlars. El 1987 els van treure els càrrecs després d'un judici de tres setmanes. L'àlbum, si més no, va ser censurat als Estats Units.
El gener de 1986, el grup es va separar perquè els seus membres volien perseguir d'altres interessos. Van tocar el seu últim concert el 21 de febrer d'aquell any i durant l'estiu varen gravar Bedtime for democracy. Després de la sortida al mercat de l'àlbum a final d'any, el grup va anunciar la seva separació. Jello Biafra es va convertir en un activista polític gairebé omnipresent i durant aquests anys ha aparegut en debats televisius i ha gravat àlbums amb conferències. Ray, Flouride i Peligro varen seguir en carreres en solitari.